# Schematiza aequinoctialis
Schematiza aequinoctialis es una especie de insecto coleóptero de la familia Chrysomelidae.
Fue descrita científicamente en 1865 por Clark.